# Cordillera Huallanca
La cordillera Huallanca o cordillera Chaupijanca se ubica en el Perú, entre la cordillera Blanca y la cordillera Huayhuash en dirección noroeste a sureste, dentro del conjunto de la cordillera Occidental, parte de los Andes.

## Geografía

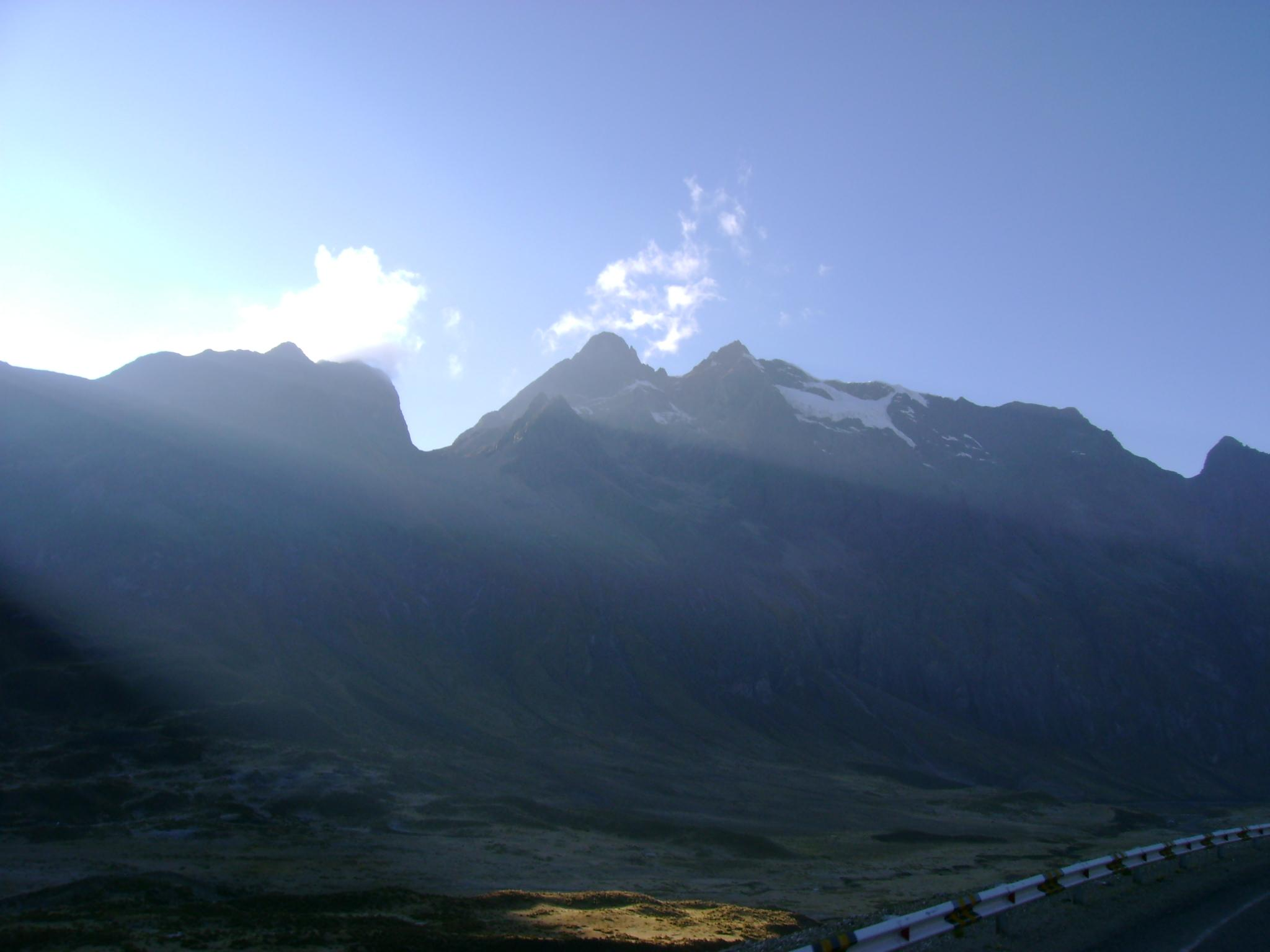
Nevado Burro visto desde el abra de Yanashalla. Nótese el escaso glaciar que lo cubre.

Con una longitud aproximada de 25 km, antes constituía el límite natural de las regiones Ancash y Huánuco, cuando el distrito de Huallanca era todavía parte de la provincia de Dos de Mayo. Para comunicar las provincias de Bolognesi (Ancash) y Dos de Mayo (Huánuco), existe una carretera asfaltada que parte del poblado de Conococha y atraviesa la cordillera en su punto más alto que es el abra de Yanashalla (4720 msnm).

## Principales nevados
El Nevado Huallanca es la mayor elevación de la cadena con 5470 msnm.

## Desglaciación
Actualmente debido al problema del calentamiento global, los glaciares de los nevados de esta cordillera están desapareciendo.

### Galería

Desglaciación progresiva de la cordillera Huallanca
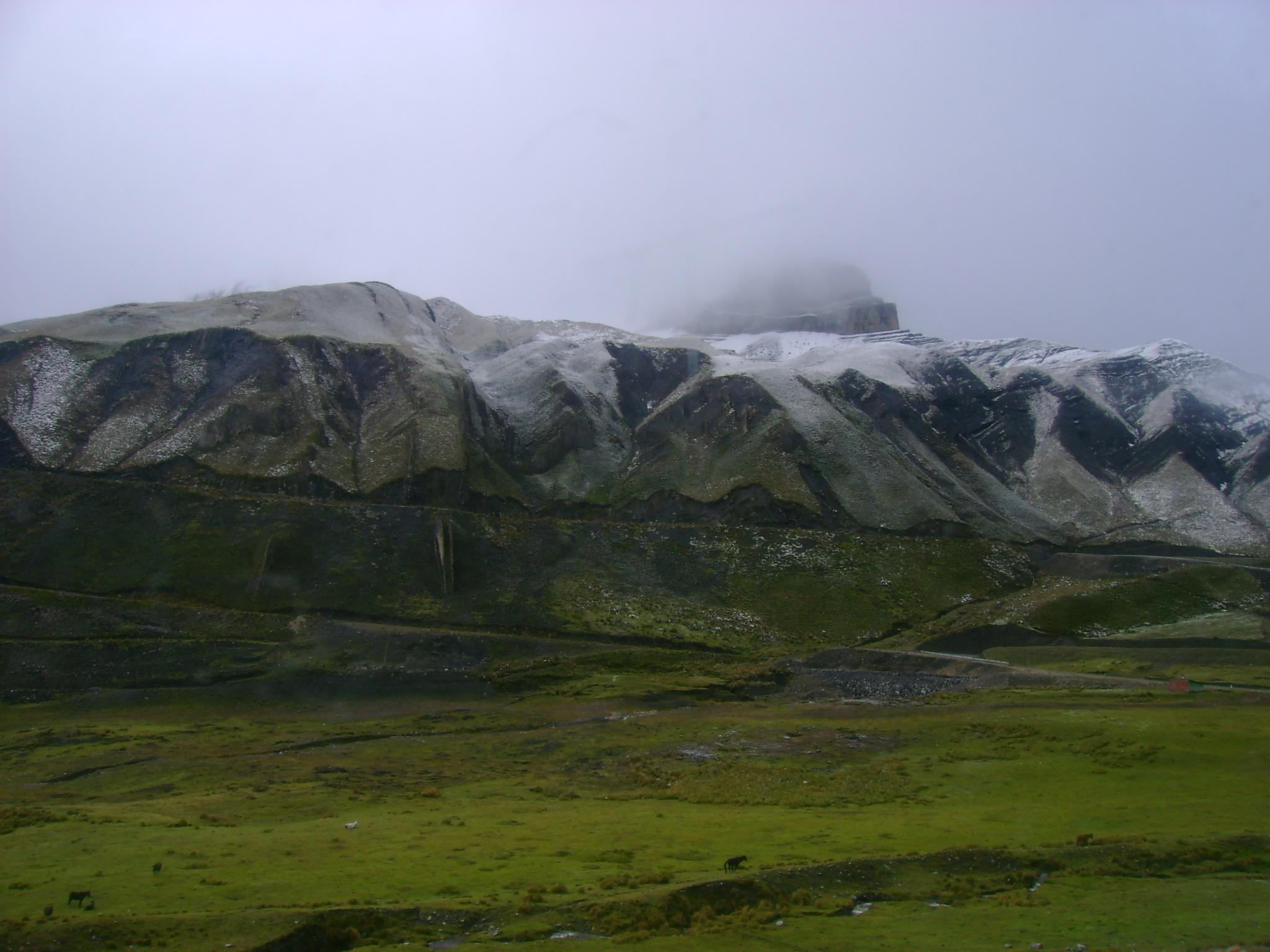
Imagen tomada el 5 de abril de 2008.
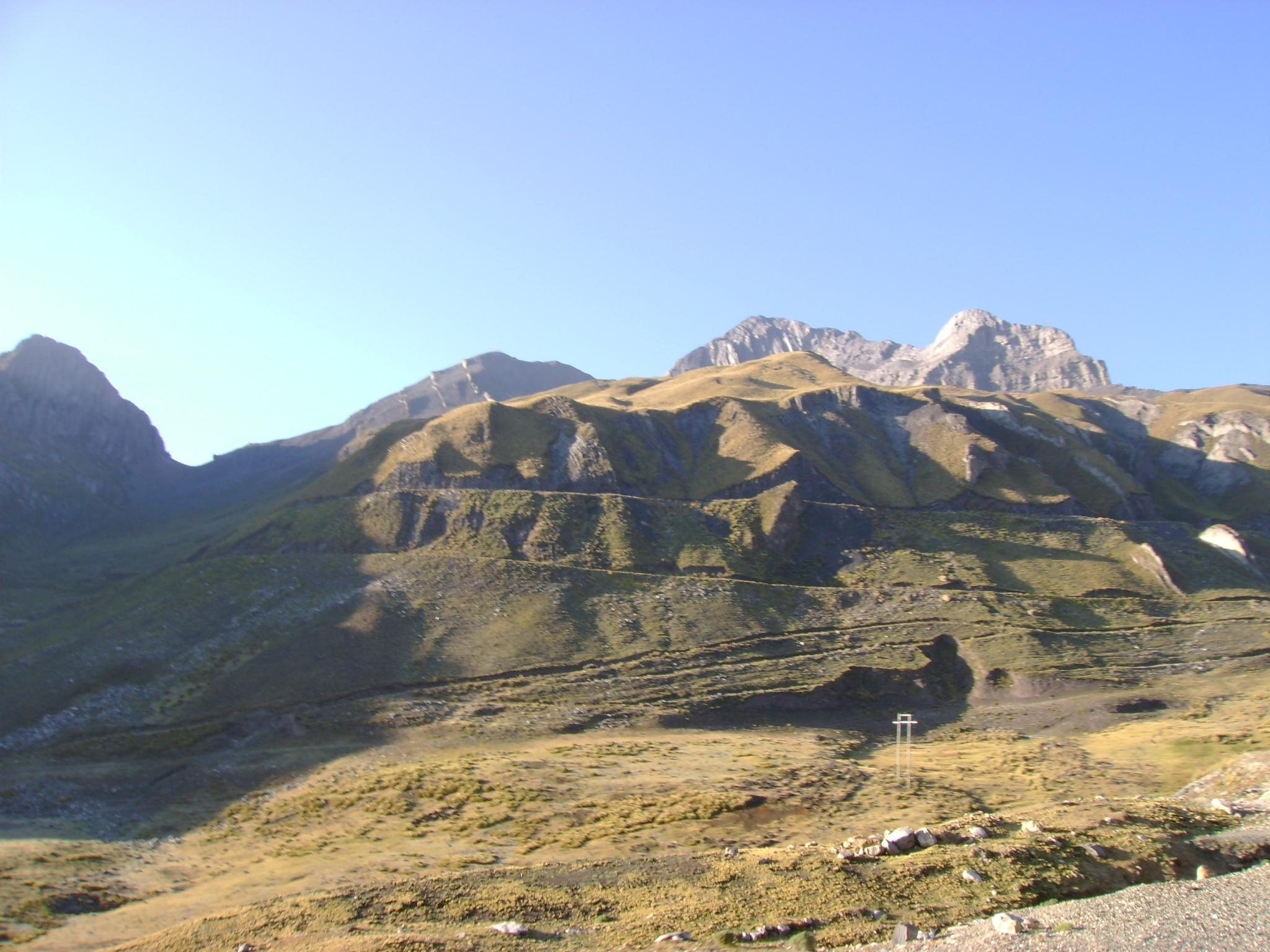
Imagen tomada el 19 de agosto del 2009, con desaparición total del glaciar.